# Seishi Kishimoto
Seishi Kishimoto (japonès: 岸本聖史)  (Nagi, 8 de novembre de 1974) és el germà bessó de Masashi Kishimoto (autor de Naruto). L'any 2007 va finalitzar la publicació de la seva obra 666Satan i l'any 2010 va finalitzar Blazer Drive a la nova revista mensual Shonen Rival.